# كونستانتين ستان
كونستانتين ستان هو لاعب كرة قدم روماني، ولد في 20 أكتوبر 1949 في Colceag ‏ في رومانيا.